# Fallout (groupe)
Pour les articles homonymes, voir Fallout (homonymie).
Fallout était un projet des artistes Leonardo Didesiderio et Tommy Musto dans le domaine de la house music. Ils eurent quatre sorties officielles, sous les labels Fourth Floor Records et Azuli Records. Leur musique de 1987, The Morning After a été repris dans le jeu vidéo populaire Grand Theft Auto: San Andreas, joué sur la station de radio SF-UR.

## Discographie
- The Morning After (12" - 45 tours) - 1987
- Don't You Wanna Rock (12" - 45 tours) - 1988
- Altered States / The Morning After 1990 Remix (12" - 45 tours) - 1990
- The Morning After (12" - 45 tours) - 1990